# 乳房疼痛
乳房疼痛，是一種常見而成因多的乳房症狀，泛指任何在乳房出現的不適或疼痛。

## 症狀
出現乳房疼痛症狀的患者可能會感覺乳房沉甸甸、酸痛、刺痛或是遭到燃燒，這些痛楚有機會蔓延至腋窩以至手臂；乳房疼痛一般只會是輕微的痛楚，但也有可能是嚴重和長久的症狀，影響患者心理健康。

## 成因
乳房疼痛的成因包括青春期（乳房發育）、更年期、懷孕、月經、創傷、胸罩不適合、乳房體積過大、乳腺炎、乳房纖維囊腫變化、服用藥物等。雖然乳房出現腫瘤可能是乳房疼痛的成因，但學者認為超過90%的乳房疼痛和乳癌沒有關係，只有大約7%的乳癌患者會出現乳房疼痛的症狀。
男性和女性均有可能出現與青春期有關的乳房疼痛。與月經有關的乳房疼痛被稱為周期性乳房疼痛，一般是源於月經前的激素水平轉變；女性在遇到巨大壓力後的月經可能會出現暫停、流量增加、提早、延後等現象，而乳房疼痛亦可能會增加和改變。其他健康狀況、創傷和藥物引起的乳房疼痛則被稱為非周期性乳房疼痛，大部分個案的成因難以辨別，這些疼痛也可能是乳房以外的創傷引起的。可能導致或增加乳房疼痛的藥物包括從毛地黃屬植物提取的藥物、甲基多巴、安體舒通、部分利尿劑、羥甲烯龍和氯丙嗪。

## 治療與護理
醫生會為乳房疼痛患者進行檢查（有機會包括乳房攝影術和乳房活體組織切片），考慮患者的年齡、病史和乳房疼痛的嚴重性，從而提供治療；醫生可能會建議患者服食鎮痛藥或熱敷有關部位，治療方法則包括改變膳食、減少攝取咖啡因、減少攝取鈉、服用維生素E和鈣補充劑、服用口服避孕藥、服用甲狀腺激素補充劑、佩戴有承托力的胸罩等。